# William Atkinson Jones

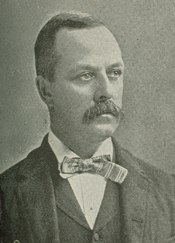
William Atkinson Jones

William Atkinson Jones (* 21. März 1849 in Warsaw, Richmond County, Virginia; † 17. April 1918 ebenda) war ein US-amerikanischer Politiker. Zwischen 1891 und 1918 vertrat er den Bundesstaat Virginia im US-Repräsentantenhaus.

## Werdegang
William Jones schrieb sich im Jahr 1864 beim Virginia Military Institute in Lexington ein. Während der Endphase des Bürgerkrieges nahm er im Jahr 1865 trotz seiner Jugend als Soldat im Heer der Konföderation an der Verteidigung der Stadt Richmond teil. Danach setzte er seine Ausbildung an der Coleman’s School in Fredericksburg fort. Nach einem anschließenden Jurastudium an der University of Virginia in Charlottesville und seiner 1870 erfolgten Zulassung als Rechtsanwalt begann er in Warsaw in diesem Beruf zu arbeiten. Für einige Jahre war er auch als Staatsanwalt tätig. Gleichzeitig schlug er als Mitglied der Demokratischen Partei eine politische Laufbahn ein. In den Jahren 1880, 1896 und 1900 war er Delegierter zu den jeweiligen Democratic National Conventions.
Bei den Kongresswahlen des Jahres 1890 wurde Jones im ersten Wahlbezirk von Virginia in das US-Repräsentantenhaus in Washington, D.C. gewählt, wo er am 4. März 1891 die Nachfolge von Thomas H. B. Browne antrat. Nach 13 Wiederwahlen konnte er bis zu seinem Tod am 17. April 1918 im Kongress verbleiben. In diese Zeit fielen der Spanisch-Amerikanische Krieg von 1898 und der amerikanische Eintritt in den Ersten Weltkrieg. Während seiner Zeit im Kongress wurden im Jahr 1913 der 16. und der 17. Verfassungszusatz ratifiziert. Zwischen 1911 und 1918 war Jones Vorsitzender des Ausschusses für Insulare Angelegenheiten. In dieser Eigenschaft setzte er sich damals für die Unabhängigkeit der Philippinen ein.